# Yavalath
Yavalath ist ein strategisches Brettspiel für zwei oder drei Spieler.
Yavalath und Pentalath, beide von Nestorgames vertrieben, sind die ersten (und bisher einzigen) kommerziell erfolgreichen Spiele, die nicht direkt von Menschen entwickelt, sondern von einem Computerprogramm erzeugt wurden. Dieses Programm namens Ludi, entwickelt von Spieleerfinder und Informatiker Cameron Browne, nutzt Methoden der genetischen Programmierung.

## Regeln
Das Brett ist sechseckig und besteht aus 61 sechseckigen Feldern. Die Spieler setzen abwechselnd einen Stein ihrer jeweiligen Farbe auf ein freies Feld. Man gewinnt, indem man eine gerade Reihe von vier oder mehr eigenen Steinen bildet. Erzeugt man jedoch eine Reihe von genau drei Steinen und nicht gleichzeitig eine Viererreihe, verliert man das Spiel. Sind alle Felder besetzt, ohne dass eine Dreier- oder Viererreihe entstanden ist, endet das Spiel unentschieden.
Mit drei Spielern gilt außerdem: Die Spieler ziehen reihum, man muss eine mögliche Viererreihe des anschließend ziehenden Spielers blockieren, und wenn ein Spieler eine Dreierreihe baut, scheidet er aus dem Spiel aus, aber seine Steine bleiben auf dem Brett. Man gewinnt, wenn man als erster eine Viererreihe bildet oder beide Mitspieler ausgeschieden sind.